# Vyrus 988 Alyen
La 988 Alyen est un modèle de moto du constructeur italien Vyrus.
Le moteur bicylindre en V ouvert à 90°, 4-temps, provient de la Ducati 1299 Panigale. Il développe 205 ch à 10 500 tr/min.
Le cadre se compose de deux platines en forme d'oméga sur lesquelles les deux bras oscillants avant et arrière viennent s'ancrer. Les mono-amortisseurs sont issus du catalogue Öhlins.
Le freinage est assuré, à l'avant comme à l'arrière, par des disques Brembo.
L'habillage est réalisé en fibre de carbone.